# Scrivimi una canzone
Scrivimi una canzone (Music and Lyrics) è un film commedia romantica del 2007 diretta da Marc Lawrence, il cui cast comprende Drew Barrymore nel ruolo di Sophie Fisher e Hugh Grant come Alex Fletcher. Ha ottenuto un buon successo, sia di pubblico che di critica.

## Trama
Alex Fletcher è l'ex-membro di una band chiamata PoP!, di grande successo negli anni ottanta: in seguito alla sua uscita dal gruppo, è da tempo in declino. Quando Cora Corman, giovanissima popstar sulla cresta dell'onda, lo invita a registrare un duetto con lei, Alex vede immediatamente una possibilità di riscatto; tuttavia gli vengono dati pochi giorni di tempo per scrivere la canzone: Alex, che non scrive più nulla da anni, si trova in difficoltà finché non scopre che Sophie Fisher, la ragazza che annaffia le piante del suo appartamento, è un'abile paroliera.
Sophie è inizialmente riluttante ad aiutarlo per mancanza di autostima: il professore con cui ha avuto una relazione ha scritto un libro di successo che parla apertamente della sua mancanza di originalità nello scrivere e della sua incapacità di gestire una situazione sentimentale. In seguito la ragazza accetta di aiutare Alex: i due iniziano a comporre la canzone, riversando in essa le proprie storie personali: questo li porta ad avvicinarsi, e ciascuno dei due aiuta l'altro a superare la propria infelicità.
Alex e Sophie fanno appena in tempo a registrare una demo della canzone, dal titolo Way Back Into Love a Cora, che ne è entusiasta; i due iniziano così una relazione. Poco dopo, tuttavia, Cora li richiama: la cantante ha modificato la canzone con un arrangiamento etnico e una coreografia sessualmente esplicita, e chiede ai due di scrivere una strofa aggiuntiva. Sophie ritiene che questo abbia snaturato la canzone, allontanandola dal suo significato originale; Alex tuttavia vuole assecondare Cora, ritenendo di dover sottostare alle leggi del mercato discografico. I due litigano aspramente: Sophie lascia Alex dopo aver scritto da sola l'ultima strofa.
Ferita e amareggiata, Sophie decide di trasferirsi in Florida e lasciarsi alle spalle il passato; prima, tuttavia, decide di assistere al concerto in cui Way Back Into Love debutterà. Quando Alex viene annunciato come ospite con una canzone scritta da lui, Sophie crede che lui le abbia rubato il testo; in realtà l'uomo canta una nuova canzone, che ha scritto da solo, dedicata a Sophie. Dietro le quinte i due si riappacificano, dopodiché Alex e Cora eseguono la versione originale di Way Back into Love: Alex è riuscito a convincere la cantante a rinunciare ai cambiamenti per aiutarlo a riconquistare Sophie.
Durante i titoli di coda viene trasmesso il video musicale della hit Pop Goes My Heart della band PoP!, con alcune informazioni in sovrimpressione: viene indicato che Alex e Sophie hanno scritto altre cinque canzoni di successo, e che al momento stanno lavorando alla composizione del prossimo album di Alex.

## Produzione

### Musica
Adam Schlesinger ha composto gran parte delle canzoni del film. Martin Fry, cantante della band ABC, ha lavorato come assistente vocale di Hugh Grant durante la produzione.